# Македонска патриотична организация „Даме Груев“ (Индианаполис)
Македонската патриотична организация „Даме Груев“ е секция на Македонската патриотична организация в Индианаполис, Индиана, САЩ. Основана е през 1922 година, но до 1923 година е известна под името Леринско братство. Делегат на учредителното събрание на МПО от дружеството е Траян Николов. МПО „Даме Груев“ провежда три от общите конгреси на организацията: през 1923, 1925 и 1937 година. Голямата част от членовете му са от Леринско, Битолско и Костурско, както и от други части на Западна Македония. Организацията поддържа църковната община „Свети Стефан“ и народен дом с капацитет от 300 души.
Към 28 февруари 1925 година председател на секцията е С. Бояджиев, а секретар е Иван Петров.
Дружеството е възстановено и през 2022 година е ръководено от Ралица Коларова.